# Шостка (кілектор)
«Шостка» (U-852, до 01.11.1997 КІЛ-33) — кілекторне судно проекту 419, яке перебуває у складі Військово-Морських Сил України У ВМФ СРСР мало назву КІЛ-33.

## Історія корабля
Кілекторне судно «КІЛ-33» проекту 419 було побудовано в НДР, місто Росток, на судноверфі «Neptun Werft» (заводський № 154/1347), спущено на воду 31 липня 1975 року, увійшло до складу Чорноморського флоту 30 березня 1976 року. Виконувало завдання як судно інженерної лінії, здійснюючи установку та зняття навігаційно-гідрографічного обладнання в Середземному морі.
1 серпня 1997 року «КІЛ-33» при розподілі ЧФ СРСР був включений до складу Військово-Морських Сил Збройних Сил України, отримав нову назву «Шостка» — на честь однойменного українського міста Шостка (адміністративний центр Шосткинського району на Сумщині), з присвоєнням бортового номера «U852». З 2004 року кілекторное судно "Шостка " входить до складу Центру пошуково-аварійно-рятувальних робіт ВМС Збройних Сил України, використовується для забезпечення пошуково-рятувальних робіт у морі, перевезення рятувального обладнання, розміщення додаткового аварійного обладнання, а також для прийому з берега і транспортування рейдового якірного оснащення і плавучих навігаційних знаків. До 2014 року обслуговувалось цивільним персоналом у кількості 26 чоловік.
20 березня 2014 року на судні був спущений прапор Військово-Морських Сил Збройних Сил України і піднятий прапор ВМФ Росії. 16 квітня 2014 року кілектор «Шостка» без прапорів розпізнавання був виведений зі Стрілецької бухти Севастополя російськими буксирами за межі 12-ти мильної територіальної зони, де був переданий українському цивільному буксиру для буксирування в порт Одеси. Після 2014 року судно укомплектовано військовим екіпажем, який за допомогою волонтерів поступово приводив «кілектор» до ладу.
У квітні 2020 року в акваторії Чорного моря за допомогою судна «Шостка» було забезпечено висадку підрозділів морської піхоти. Отримавши відповідне завдання, «Шостка» здійснила перехід морем в заданий район Чорного моря. Екіпажем судна було організовано висадку особового складу десанту, який доставили на необладнаний берег десантно-висадковими засобами — швидкісними катерами типу «Willard». Захід відбувся відповідно до плану бойової підготовки ВМС ЗС України. Під час переходу, команда допоміжного судна забезпечення «Шостка» вдосконалила морські навички. Особовий склад виконав низку судових бойових навчань, серед яких організація протипідводнодиверсійної оборони судна на незахищеному рейді, з бойовою стрільбою зі стрілецької зброї по рухомих цілях.
В жовтні 2020 року було оголошено тендер на проведення ремонту корабля. Попередня вартість робіт оголошених на тендер складає 7 млн гривень. Серед обладнання яке має пройти поточний ремонт: кран електричний поворотний судновий типу 165WK/5 вантажопід'ємністю 5 тонн (лише фарбування); головний дизель-генератор 8NVD36 A-1; машина кондиціювання повітря АМК10ПС;  рефрижераторна холодильна установка (стара машина кондиціонування та рефрижераторна холодильна установка замінена на аналогічну, яка вийшла з ладу через 2 місяці експлуатації); компресор 2S1-75c.